# Anne Sullivan
Johanna Mansfield Sullivan Macy meglio conosciuta come Anne Sullivan (Feeding Hills, 14 aprile 1866 – New York, 20 ottobre 1936) è stata un'insegnante statunitense nota soprattutto per essere stata l'insegnante di Helen Keller.
A cinque anni contrasse il tracoma, un'infezione batterica della cornea che la rese gravemente ipovedente. Conseguì il diploma alla Perkins School for the Blind, la prima scuola negli Stati Uniti dedicata all'insegnamento per le persone ipovedenti. Subito dopo, a vent'anni, le fu affidata l'educazione della sordocieca Helen Keller.
La vicenda è raccontata nel dramma teatrale Anna dei miracoli, da cui fu tratto un film con Anne Bancroft e Patty Duke.

## Biografia
Anne era la figlia maggiore di Thomas e Alice Sullivan, due agricoltori irlandesi emigrati negli Stati Uniti a causa della Grande carestia irlandese del 1845. A cinque anni Anne contrasse il tracoma e a otto anni sua madre morì, quindi il padre mandò lei e il fratello minore Jimmie all'ospizio di Tewksbury Almshouse. Anne rimase all'orfanotrofio per tre anni, dal 1876 al 1880 mentre Jimmie morì dopo tre mesi, a causa delle pessime condizioni di vita. Nel 1880, durante un'ispezione dell'edificio, Anne riuscì a contattare uno degli ispettori, spiegandogli che voleva andare a scuola. L'interessamento della commissione le permise di entrare alla Perkins il 7 ottobre 1880. Durante la sua permanenza nella scuola, conobbe Laura Bridgman, che cinquant'anni prima era stata la prima persona sordocieca ad imparare a parlare, leggere e scrivere; da lei Anne imparò l'alfabeto manuale usato per comunicare in questo tipo di disabilità. Nel giugno del 1886 conseguì il diploma e, in quanto valedictorian (migliore studentessa del corso), tenne il discorso di fine anno.

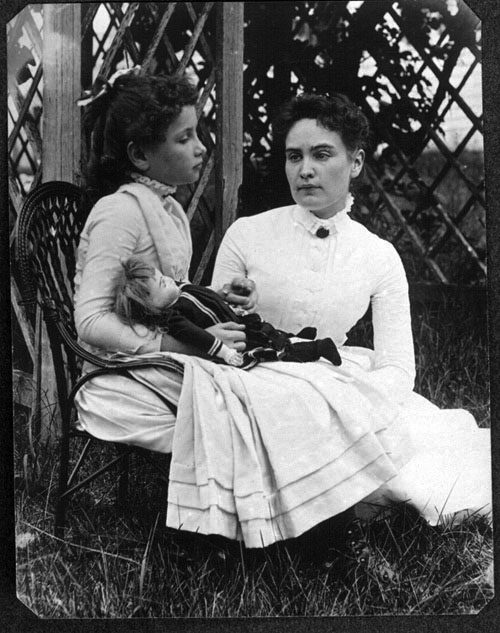
Anne Sullivan con Helen Keller nel 1888

Grazie all'appoggio del direttore dell'istituto Michael Anagnos ottenne il lavoro di istitutrice presso la famiglia Keller di Tuscumbia in Alabama, dove nel marzo del 1887 le fu affidata Helen, che all'epoca aveva sette anni. Anne insegnò ad Helen, che era priva di qualunque tipo di istruzione e di educazione, l'alfabeto manuale, cercando di aiutarla a comprendere il legame tra segno e significato; la prima comprensione avvenne quando le fece comporre la parola "acqua", mentre sull'altra mano veniva fatta scorrere dell'acqua. Da quel momento, l'apprendimento di Helen fu molto rapido, e in pochi mesi arrivò ad imparare 600 parole, a leggere il braille e a padroneggiare le operazioni aritmetiche. La Perkins pubblicò un report sui metodi didattici di Anne e sui progressi di Hellen, cosa che attirò l'attenzione di celebrità quali Thomas Edison, Alexander Graham Bell e Mark Twain.
Anne proseguì ad insegnare a Helen durante tutta l'adolescenza alternando periodi presso la Perkins a periodi in Alabama e in seguito, a partire dal 1900, al Radcliffe Institute for Advanced Study, reparto femminile dell'università di Harvard, traducendo i libri di testo in linguaggio dei segni. Nel 1904 Helen Keller fu la prima persona sordocieca al mondo a conseguire la laurea, che ottenne cum laude. Mentre lavorava con Helen ad un'autobiografia (pubblicata in Italia con il titolo Il silenzio delle conchiglie), Anne conobbe John A. Macy, un insegnante ad Harvard che le aiutò nella redazione dell'opera. Dopo parecchi rifiuti da parte di Anne, i due si sposarono del 1905. Helen continuò a vivere con la coppia, in una fattoria del Massachusetts; nel frattempo le due donne iniziarono e proseguirono un'intensa attività di conferenze.
Verso il 1913 Anne e il marito si separarono, ma non divorziarono mai. Anne e Helen si trasferirono nel quartiere di Forest Hills, a New York, insieme a Polly Thomson, una giovane scozzese inizialmente assunta in veste di segretaria. Per mantenersi Anne partecipò a numerosi vaudeville e ad un film intitolato Deliverance, che però non ebbe successo. Nel 1924 Anne e Helen iniziarono a lavorare per l'American Foundation for the Blind (AFB) in veste di testimoni e fundraiser e tenendo incontri e conferenze sul tema della cecità. La vista e la salute di Anne iniziarono a declinare: perse quasi del tutto la vista, e morì il 20 ottobre 1936. Le sue ceneri sono conservate alla Washington National Cathedral.